# Мосова, Светлана Витальевна
Светлана Витальевна Мосова (23 марта 1953 года, Кишинёв) — российский писатель, журналист, сценарист. Редактор, сценарист телеканала «Санкт-Петербург».

## Биография
Родилась 23 марта 1953 года в Кишинёве, в семье военнослужащего. Окончила филологический факультет Кишинёвского государственного университета.
До 1990 года работала редактором Гостелерадио МССР. С 1991 года живёт в Санкт-Петербурге.
Член Союза российских писателей, Союза писателей Санкт-Петербурга, Союза журналистов.
Автор шести книг и более пятисот телевизионных программ.
С 2009 года по 2013 редактор телеканала ВГТРК «Россия-Санкт-Петербург». Автор сценария передач из цикла «Это город Ленинград».
С марта 2013 по настоящее время редактор телеканала «Санкт-Петербург». Автор сценария фильмов спецпроекта «Малые родины большого Петербурга».
Двукратный финалист премии Союза журналистов «Золотое перо», шорт-лист премии «Новая Словесность» («НОС»).
Повести и рассказы публикуются в «Литературной газете», журналах «Нева», «Звезда», многочисленных литературных сборниках и альманахах, звучат на «Радио России». Переведены на датский и немецкий языки.
Проза Светланы Мосовой изучается в лингвистическом аспекте в Петербургском университете.
Из интервью газете «Санкт-Петербургские ведомости»:

«…Родилась в Кишиневе — волею судеб (отец был военнослужащий). Детство прошло на деревьях. Поэтому мои рассказы не из снега, а из винограда и айвы. Начинала, как все люди добрые, со стихов. Потом поняла, что в стихах, в отличие от прозы, много лишних слов — для рифмы, например. (Тут все поэты должны плюнуть в меня.) В первых рассказах тоже было много лишних слов. (Считаю рассказ готовым, если знаю его наизусть.) Отрочество прошло в обнимку с Чеховым и Буниным. Первая публикация в журнале „Кодры“ (всесоюзном в те времена). Кишиневский госуниверситет, работа на республиканском ТВ — редактор, автор, ведущая киноведческих передач. Литобъединение „Орбита“, литературная тусовка. В конце 1980-х известно что — „Чемодан, вокзал, Россия“. С 1991-го — жизнь в Петербурге (родина мужа). И долгое время моей родиной была моя квартира…»

### Семья
Муж ― Павел Владиславович Обух, художник, доцент кафедры монументального искусства Санкт-Петербургского государственного университета промышленных технологий и дизайна.
Дочь ― Арина Павловна Обух, художник, писатель.

## Рецензии на творчество
Евгений Каминский:

 «Эта проза не о любви: любовь - это лишь форма самовыражения души героев. "Жизнь длиннее одной любви и короче смысла", - говорит один из персонажей автора. В текстах Светланы Мосовой подчас открывается такая психологическая глубина, с которой, кажется, не всплыть - воздуха не хватит. И не важно, сколько у писателя книг, но исключительно важно то, на какие глубины он погружал своего читателя, каких высот заставлял его касаться. В творчестве Светланы Мосовой есть эта божественная вертикаль, и это выгодно отличает её от легиона "горизонтальных" прозаиков»

Валентин Курбатов:

«…Читаю книгу „Тридцать четвёртый сюжет“ Светланы Мосовой и начитаться не могу. (…) И каждая страница — счастье! Читаю натощак, чтобы глядеть веселее. Учусь бесстрашию перед жизнью. И все до одной героини живые! И сколько их!.. И в самой малости своей человек оказался чудно многообразен, в „тридцать четвертом-то сюжете“ своем».

Евгения Щеглова:

«…немного сюрреализма, много пластики и динамичности, отточенность по-особому прочувствованных деталей, легкое и удивительно чистое дыхание. И — вдохновенная краткость: это когда в паре именно на своем месте поставленных слов сказано больше, нежели в трех дюжинах слов необязательных».

«Светлана Мосова — безусловно, один из самых одаренных прозаиков нынешнего времени, работающих в жанре новеллы. Уникальность ее таланта кроется в том, что она, прежде всего, тончайший, очень изящный мастер стиля, создающий с помощью слова летучие, фантастические и в то же время зримые, достоверные, на редкость пластичные образы, — редкий случай в сегодняшней литературе».

## Исследования по творчеству С. В. Мосовой
- Малинина Н. В. Устная речь в тексте современного русского рассказа (по рассказам Светланы Мосовой) // Мир русского слова : журнал. — 2014. — № 2. — С. 49—52.
- Васёва Д. Д. Художественный текст «снаружи» и «изнутри»: взгляд автора и читателя на формирование и понимание смысла (Непосредственно за статьёй, посвящённой проблеме воспринимаемости художественного текста, следует беседа с писательницей — автором рассказа «Василеостровские мечтатели» Светланой Мосовой) // Мир русского слова : журнал. — 2015. — № 2. — С. 83—86.
- Малинина Н. В. Рассказ-воспоминание: структура и средства языкового выражения» на материале рассказа С. Мосовой«В поисках прошлогоднего снега» // Мир русского слова : журнал. — 2017. — № 3. — С. 62—64.
- Васёва Д. Д. Повествование от первого лица в современном рассказе» // Мир русского слова : журнал. — 2018. — № 1. — С. 80—84.
- Малинина Н. В. Разговорная речь в художественном тексте: современная русская миниатюра (жанр миниатюры в современной русской литературе) // Филология и человек : журнал. — 2014. — № 3. — С. 143—149.

## Фильмография
- Выпуски программы "Это город Ленинград". youtube.com. ГТРК Санкт-Петербург. Дата обращения: 14 марта 2020.― спецпроект телеканала «Россия»[15]
- «Из варяг в Ладогу». youtube.com. Дата обращения: 14 марта 2020. ― документальный фильм, телеканала «Россия» (2011 г.)
- «Петербург. 1812 год». youtube.com. Дата обращения: 14 марта 2020.― документальный фильм телеканала «Россия» (2012 г.)
- «Забытая столица». youtube.com. Дата обращения: 14 марта 2020. ― документальный фильм телеканала «Россия» (2009 г.)
- «Малые родины большого Петербурга». Телеканал "Санкт-Петербург". Дата обращения: 14 марта 2020. ― спецпроект телеканала «Санкт-Петербург» (более 150-ти фильмов)

## Радиоспектакли
Радиоспектакли на «Радио России» читают народные и заслуженные артисты: Эра Зиганшина, Светлана Письмиченко, Сергей Дрейден и другие.
- Радиоспектакль "Василеостровские мечтатели". «Радио России». Дата обращения: 14 марта 2020.
- Радиоспектакли по рассказам «Непрощенный», «Один человек», «Ангел», «Четыре пышки», «Ссора», «Девочка-бабочка», «Старое платье», «Чужая беда», «Две встречи», «Просим до простору!», «Грей во рту!», «Радайкина», «Зараза», «Не тронь меня», «Шура и негодяи», «Пан Тимоха», «Счастье», «Если б не было тебя» и другие.(«Радио России»). Дата обращения: 14 марта 2020.
- «Избранные рассказы современных авторов», рассказ С. Мосовой «Горбуша». Студия записи современного рассказа «Глагол». Дата обращения: 14 марта 2020.
- Радиоспектакль «Василеостровские открытки» (в 3-х частях), «Радио России». Дата обращения: 14 марта 2020.